# Фріда Мак-Фадден
Фріда Мак-Фадден (нар. 1 травня 1980) — псевдонім американської авторки трилерів. Також лікарка, що спеціалізується на черепно-мозкових травмах. Справжнє ім'я письменниці Фріди Мак-Фадден поки не розголошено.

## Біографія
Мак-Фадден навчалася в Гарвардському університеті. Наразі вона працює лікаркою в районі Бостона. Мак-Фадден опублікувала свою першу книгу через Amazon KDP у 2013 році. Її книга «Служниця» 2022 року стала міжнародним бестселером. Роман був екранізований у 2025 році режисером Полом Фігом із Сідні Свіні в головній ролі.

## Нагороди
- 2023 International Thriller Writers Awards за книгу «Служниця» у категорії "Найкращий оригінальний роман у м'якій обкладинці[4]
- 2023 Goodreads Choice Awards за книгу «Секрет служниці» у категорії «Найкраща містика та трилер»[5]